# Burła (wieś)
Burła (ros. Бурла) – wieś na terenie wchodzącego w skład Rosji syberyjskiego Kraju Ałtajskiego.
Miejscowość położona jest ok. 450 km od stolicy Kraju – miasta Barnauł i jest ośrodkiem administracyjnym rejonu burlińskiego.